# Ágios Geórgios Nilías
Ágios Geórgios Nilías, en grec moderne : Άγιος Γεώργιος, est un village du dème du Pélion-du-Sud, district régional de Magnésie, en Thessalie, Grèce.
Selon le recensement de 2011, la population du village s'élève à 142 habitants.